# Vena axil·lar
En anatomia humana, la vena axil·lar és la vena profunda que transporta la sang des del lateral del tòrax, l'axil·la (aixella) i l'extremitat superior cap al cor. Hi ha una vena axil·lar a cada costat del cos.

## Estructura
El seu origen es troba al marge inferior del múscul rodó major i una continuació de la vena braquial.
Procedeix de la vena braquial i la vena basílica. A la seva part terminal, també hi aflueix la vena cefàlica. Altres afluents inclouen la vena subescapular, la vena humeral circumflexa, la vena toràcica lateral i la vena toracoacromial. Acaba al marge lateral de la primera costella, que llavors esdevé la vena subclàvia.
Va acompanyat al llarg del seu recorregut per l'artèria axil·lar, que es troba lateralment a la vena axil·lar.